# Keith Earls
Keith Gerard Earls (nacido en Moyross el 2 de octubre de 1987) es un jugador de rugby irlandés, que juega de centro, zaguero o ala para la selección de rugby de Irlanda y, actualmente (2015) para Munster de la GuinnessPro12 y la European Rugby Champions Cup. 
Su debut con la selección nacional de Irlanda se produjo en un partido contra Canadá en Limerick el 8 de noviembre de 2008. Ha representado a los British and Irish Lions en su gira de 2009 por Sudáfrica. 
Ha sido seleccionado para la Copa del Mundo de Rugby de 2015. En el partido contra Rumanía, que terminó con victoria irlandesa 44-10, Earls anotó dos ensayos; en este partido fue elegido por los aficionados (a través de Twitter como "Hombre del partido" (Man of the Match). Anotó el único ensayo irlandés en la victoria de su equipo, 16-9, sobre Italia.